# شورای ائتلاف نیروهای انقلاب اسلامی
شورای ائتلاف نیروهای انقلاب اسلامی (اختصاری شانا) یک جبههٔ ائتلافی وابسته به جناح اصول‌گرایان است که نام فهرست انتخاباتی آن، ایران سربلند است. این ائتلاف تاکنون در انتخابات مجلس شورای اسلامی (۱۳۹۹–۱۳۹۸) و انتخابات شوراهای اسلامی شهر و روستا (۱۴۰۰) شرکت کرده است.
تنها گزینه شورای ائتلاف برای انتخابات ریاست‌جمهوری ایران (۱۴۰۰)، محمدباقر قالیباف بود ولی شورای وحدت نیروهای انقلاب اسلامی که ائتلاف رقیب شانا بود، در حال زمینه‌سازی برای حضور سید ابراهیم رئیسی بود. قالیباف که می‌دانست شانسی برای پیروزی در مقابل رئیسی نخواهد داشت، به محض ورود رئیسی به انتخابات، شورای ائتلاف را به حمایت از رئیسی در انتخابات ریاست‌جمهوری هدایت کرد. با این حال، در انتخابات شوراها، ائتلاف وابسته به قالیباف پیروز شد.

## اعضای ائتلاف
تعداد ۷ حزب رسماً به عضویت در ائتلاف درآمده و عضویت خود را به تصویب کمیسیون ماده ۱۰ احزاب رسانده‌اند. با این حال، نمایندگان تعدادی از احزاب اصول‌گرا نیز در جلسات ائتلاف شرکت می‌کنند که در مجموع و تا فروردین ۱۴۰۰، ۳۴ حزب و تشکل در جلسات شورای ائتلاف دارای نماینده بودند. تعداد این تشکل‌ها در خرداد ۱۴۰۲ به ۵۰ رسید.
جبهه پیروان خط امام و رهبری (شامل احزابی مانند حزب مؤتلفه اسلامی و جامعه اسلامی مهندسین) در طول انتخابات مجلس یازدهم به حمایت از شانا پرداختند ولی از سازوکار شورای ائتلاف ناراضی بودند. این جبهه در سال ۱۳۹۹ به شورای وحدت نیروهای انقلاب اسلامی که توسط جامعه روحانیت مبارز تشکیل شده بود، پیوست.
اسامی احزاب عضو شورای ائتلاف نیروهای انقلاب اسلامی به شرح زیر است:
1. جمعیت پیشرفت و عدالت ایران اسلامی
2. جمعیت ایثارگران انقلاب اسلامی*
3. جمعیت رهپویان انقلاب اسلامی*
4. جمعیت جانبازان انقلاب اسلامی*
5. جمعیت وفاداران انقلاب اسلامی
6. کانون دانشگاهیان ایران اسلامی
7. حزب توسعه و عدالت ایران اسلامی

احزابی که با (*) مشخص شده‌اند، تشکیل‌دهندگان جبهه تحول‌خواهان انقلابی هستند.
همچنین جبهه پایداری انقلاب اسلامی در انتخابات مجلس دوازدهم به این ائتلاف ملحق شد.

## سران
| نام               | وابستگی حزبی | دوران      | م.    |
| ----------------- | ------------ | ---------- | ----- |
| غلامعلی حداد عادل | —            | اکنون–۱۳۹۸ | [ ۳ ] |

| نام          | وابستگی حزبی  | دوران      | م.     |
| ------------ | ------------- | ---------- | ------ |
| سید رضا تقوی | روحانیت مبارز | ۱۴۰۱–۱۳۹۸  | [ ۱۵ ] |
| پرویز سروری  | رهپویان       | اکنون–۱۴۰۱ | [ ۱۶ ] |

| نام         | وابستگی حزبی | دوران      | م.     |
| ----------- | ------------ | ---------- | ------ |
| پرویز سروری | رهپویان      | ۱۴۰۱–۱۳۹۸  | [ ۱۷ ] |
| رضا داوری   | —            | اکنون–۱۴۰۱ | [ ۱۶ ] |

| نام                  | وابستگی حزبی  | دوران      | م.     |
| -------------------- | ------------- | ---------- | ------ |
| نورالدین قدیمی       | رهپویان       | ۱۴۰۲–۱۳۹۸  | [ ۱۸ ] |
| عبدالحسین روح‌الامینی | توسعه و عدالت | اکنون–۱۴۰۲ | [ ۱۹ ] |

| نام               | وابستگی حزبی   | دوران      | م.     |
| ----------------- | -------------- | ---------- | ------ |
| محسن پیرهادی      | پیشرفت و عدالت | ۱۳۹۹–۱۳۹۸  | [ ۲ ]  |
| —                 | —              | ۱۴۰۰–۱۳۹۹  |        |
| امیرابراهیم رسولی | رهپویان        | اکنون–۱۴۰۰ | [ ۲۰ ] |

| نام                  | وابستگی حزبی  | دوران      | م.     |
| -------------------- | ------------- | ---------- | ------ |
| عبدالحسین روح‌الامینی | توسعه و عدالت | اکنون–۱۴۰۱ | [ ۲۱ ] |

| نام           | وابستگی حزبی | دوران      | م.     |
| ------------- | ------------ | ---------- | ------ |
| فاطمه قاسم‌پور | رهپویان      | اکنون–۱۴۰۱ | [ ۲۱ ] |

| نام          | وابستگی حزبی | دوران      | م.     |
| ------------ | ------------ | ---------- | ------ |
| سید علی ریاض | پزشکان       | اکنون–۱۴۰۱ | [ ۲۱ ] |

### کمیته‌ها
| رئیس                 | وابستگی حزبی  | دوران     | م. |
| -------------------- | ------------- | --------- | -- |
| عبدالحسین روح‌الامینی | توسعه و عدالت | ۱۴۰۱–۱۳۹۸ |    |

| رئیس                | وابستگی حزبی | دوران      | م. |
| ------------------- | ------------ | ---------- | -- |
| محمد ناظمی اردکانی  | مدیران       | ۱۴۰۰–۱۳۹۸  |    |
| محمدرضا پورابراهیمی | دانشگاهیان   | اکنون–۱۴۰۰ |    |

| رئیس             | وابستگی حزبی | دوران      | م.     |
| ---------------- | ------------ | ---------- | ------ |
| سید علی ریاض     | پزشکان       | ۱۴۰۱–۱۳۹۸  |        |
| ایروان مسعودی‌اصل | —            | اکنون–۱۴۰۲ | [ ۲۲ ] |

| رئیس            | وابستگی حزبی   | دوران      | م.     |
| --------------- | -------------- | ---------- | ------ |
| مرتضی کامل نواب | پیشرفت و عدالت | اکنون–۱۴۰۲ | [ ۲۲ ] |

| رئیس      | وابستگی حزبی | دوران      | م.     |
| --------- | ------------ | ---------- | ------ |
| محمد منتج | —            | اکنون–۱۴۰۲ | [ ۲۲ ] |

| رئیس           | وابستگی حزبی | دوران      | م.     |
| -------------- | ------------ | ---------- | ------ |
| غلامرضا منتظری | —            | اکنون–۱۴۰۲ | [ ۲۲ ] |

| رئیس         | وابستگی حزبی | دوران      | م.     |
| ------------ | ------------ | ---------- | ------ |
| محمد غلامیان | —            | اکنون–۱۴۰۲ | [ ۲۳ ] |

## انتخابات یازدهمین دوره مجلس شورای اسلامی
محسن پیرهادی، سخنگوی این ائتلاف، در رابطه با شرکت شانا در انتخابات مجلس شورای اسلامی، اعلام کرده بود که نام فهرست اعلامی، «ایران سربلند» است و نامزدهای مورد حمایت ائتلاف نیروهای انقلاب زیر عنوان این فهرست در انتخابات شرکت خواهند کرد. محمدباقر قالیباف درخصوص این لیست گفت که ۱۸ نفر از ۳۰ نفر نامزد لیست ایران سربلند برای نمایندگی تهران در مجلس، زیر ۴۵ سال هستند.

## انتخابات ششمین دوره شوراهای اسلامی شهر و روستا
شانا در انتخابات ششمین دوره شوراهای اسلامی شهر و روستا تحت فهرست انتخاباتی «لیست ایران سربلند» شرکت کرد. لیست ایران سربلند در شورای شهر تهران با عنوان «تهران سربلند» مورد حمایت محمدباقر قالیباف قرار گرفت.